# Delivery Status Notification
Il Delivery Status Notification (DSN) è un sistema creato per ricevere informazioni sullo stato di consegna di un messaggio di posta elettronica.

## Meccanismo[2]
L'utente che invia un messaggio di posta elettronica deve aggiungere al comando rcpt to: indirizzoemail il comando notify= seguito dalla lista dei possibili esiti di consegna dell'email. I valori che possono essere inseriti sono:
- success - verrà inviata una notifica dal server POP3 di destinazione solo se il messaggio è stato recapitato correttamente nella casella di posta del destinatario.
- delay - verrà inviata una notifica nel caso si verifichino dei ritardi nella consegna del messaggio.
- failure - verrà inviata una notifica se non è stato possibile consegnare il messaggio (casella piena, inesistente, etc).

Può capitare che il server POP3 ignori le opzioni DSN inserite nel messaggio e non invii alcuna notifica (specialmente nei casi success e delay, normalmente invia sempre un messaggio in caso di fallimento).